# Khalil as-Sakakini

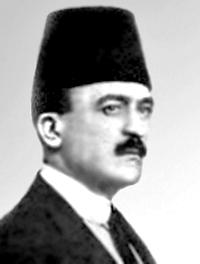
Khalil as-Sakakini

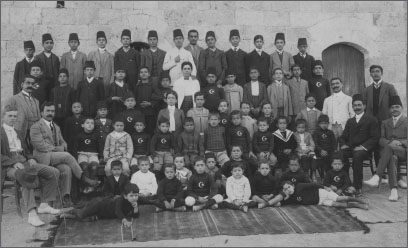
Schüler und Lehrer der al-Dusturiyyah-Schule um 1910

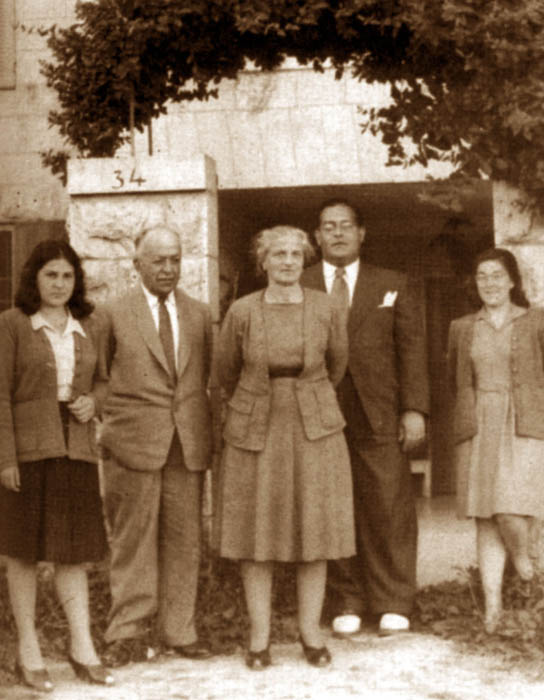
Sakakini (zweiter von links) mit seiner Familie vor seinem Haus in Katamon, Jerusalem 1947

Khalil as-Sakakini (arabisch خليل السكاكيني Chalil as-Sakakini; * 23. Januar 1878 in Jerusalem, Osmanisches Reich; † 13. August 1953 in Kairo, Ägypten) war ein palästinensischer Reformpädagoge und Schriftsteller. Als moderner Intellektueller und arabischer Christ gab er wichtige Impulse für die Entwicklung seines Landes. 1907–1952 führte er Tagebuch, wodurch er viel Beachtung von Historikern erhält. Es zeigt eine humanistische und widersprüchliche Persönlichkeit.

## Leben
Khalil as-Sakakini wurde 1878 in Jerusalem in einer arabisch-christlichen Familie geboren. Er ging in Jerusalem an die griechisch-orthodoxe Schule und besuchte die anglikanische St. George’s School in Scheich Dscharrah. Am Zion English College studierte er Literatur. Am 22. Oktober 1907 reiste er als Passagier der 3. Klasse von Jaffa nach New York. Sein Bruder Yusuf lebte bereits als Handelsreisender in Philadelphia, doch hatte er wegen der Wirtschaftskrise kaum Arbeit. Khalil as-Sakakini fand eine Unterkunft an der Atlantic Avenue in Brooklyn, im Stadtteil in dem viele Syrer und Griechen lebten, dem South Ferry. Einer der Hauptgründe für Sakakinis Auswanderung in die USA war sein Wunsch, genügend Geld zu sparen, um Sultana Abdo heiraten zu können.
Auch wenn er zunächst mit dem Gedanken ausgereist war, sich dauerhaft in Amerika niederzulassen, verbrachte er nur neun Monate in den USA. Für den Rabbiner Richard Gottheil fertigte er Übersetzungen aus dem Arabischen an. Neben dem Besuch der Vorlesungen an der Columbia University gab er den Studenten und analphabetischen Frauen und Töchtern arabischer Händler Arabischstunden. Zudem arbeitete er als Korrektor und für die syrische Zeitung al-Jamia des Herausgebers Farah Antun. Sakakini arbeitete auch als Marktverkäufer und in einer Papierfabrik bei Rumford in Maine. In Folge der wirtschaftlichen Krise von 1907 in den USA kehrte er am 10. September 1908 nach Jerusalem zurück. Später sprach er nur selten über diese Erfahrung.
Zurück in Palästina beteiligte er sich sogleich am Kampf um die Reform der osmanischen Verfassung. Als Mitgründer begann er 1908 für die Zeitschrift al-Asmai zu schreiben. Am 12. Januar 1912 heiratete er die 24-jährige Sultana Abdo in Jerusalem. Er gründete eine Schule mit dem Namen al-Madrasah al-Dusturiyyah („Konstitutionelle Schule“), in der erstmals die Grundsätze der Reformpädagogik verwirklicht wurden. Es gab weder Examen, Auszeichnungen noch Bestrafungen für die Schüler. Dem kritischen Verstehen der Unterrichtsthemen gab sein pädagogischer Ansatz den Vorzug gegenüber dem Auswendiglernen. Sowohl Schüler als auch Lehrer mussten sich dabei selbst evaluieren. Vermehrt gab es auch Musik und Sport.
Anstelle von osmanischem Türkisch erfolgte der Unterricht in Arabisch. Sakakini entschied, die Regeln der arabischen Grammatik an seiner Schule zu vereinfachen und diese näher zum gesprochenen palästinensischen Arabisch zu bringen. Er wollte, dass auch christliche Kinder über den Koran Kenntnisse erhielten. Einer seiner Schüler war der spätere palästinensische Politiker Musa Alami, aber auch Kinder aus den angesehenen sephardischen Familien Mani, Moyal oder Amzaleg besuchten die Konstitutionelle Schule. Ein weiterer Schüler war der spätere Musiker Wasif Jawhariyyeh.
Mit seiner Frau Sultana hatte er die beiden Töchter Hala und Dumia und den Sohn Sari. Hala sollte später seine Biografin werden. 1910 bis 1913 war er Herausgeber der Zeitung Al-Dustur (dt. Die Verfassung). Danach übergab er deren Leitung Jamīl al-Khālidī. Kurzzeitig hatte er der Jerusalemer Sektion des jungtürkischen Komitees für Einheit und Fortschritt angehört, das zunächst viele Hoffnungen geweckt hatte, wozu er kurz nach seiner Rückkehr aus New York eingeladen wurde, während zahlreichen anderen Interessenten diese Möglichkeit verwehrt wurde. Die Einführung in die Organisation beinhaltete einen feierlichen Eid auf die Zweite Osmanische Verfassung. Gleichzeitig wurde er Mitglied in der Osmanisch-arabischen Bruderschaft.
Als Erwachsenenbildner unterrichtete Sakakini trotz seiner Ablehnung des Zionismus auch zionistisch eingestellte Schüler in Arabisch, so 1914 den Landaufkäufer Binyamin Ivri, ein Anhänger des Kulturzionisten Achad Ha'am. In seinen Memoiren berichtet Sakakini von den Debatten, die er mit Ivri über den Zionismus geführt hatte. Sakakini ärgerte sich über das Verhalten vieler seiner Landsleute, die er in der Schrift So bin ich, oh Welt hart kritisierte:
„Welche Diskrepanz besteht zwischen dem, was Menschen sagen, und dem was sie tun. Erst verkaufen sie Land und spekulieren damit ... und später protestieren sie lauthals dagegen und fordern die Regierung auf, Gesetze zu erlassen, die den Landverkauf verbieten. Sie sind wie Opiumsüchtige, die andere anflehen, sie davon abzuhalten, die Droge zu nehmen; wenn diese es dann tun, beschweren sie sich über die Verletzung ihrer Freiheit!“
1917 wurde Sakakini von der osmanischen Geheimpolizei verhaftet, weil er seinen Schüler und Freund, den US-Amerikaner Alter Levine, einen jüdischen Versicherungsagenten und angeblichen Spion, der Gedichte unter dem Pseudonym Assaf Halevi veröffentlichte, in seinem Haus versteckt hatte. Levin war als späteres Mitglied der „elitär-exklusiven“ Palestine Oriental Society sehr gut vernetzt. Die Osmanen behaupteten, Levine habe einen als Bordell getarnten Spionagering betrieben. Beide wurden nach Damaskus deportiert. Die ganze Strecke mussten sie zu Fuß zurücklegen. Sakakini wurde im Januar 1918 aus dem Gefängnis entlassen, sein Freund Levine Ende April 1918. Sie blieben einige Zeit in Damaskus. Levine verhalf ihm zu einem Darlehen der Anglo-Palestine Bank. 1919 zog Sakakini nach Westjerusalem und bewohnte eine alte Windmühle. Aus der Gegend wurde bald der gepflegte Stadtteil Rechavia. Mit Judah Leib Magnes, dem ersten Präsidenten der Hebräischen Universität Jerusalem, verband ihn eine persönliche Freundschaft, die Arbeit im Erziehungsministerium der britischen Mandatsverwaltung brachte ihn mit Avinoam Yellin zusammen. Auch mit Yaakov Yehoshua war Sakakini befreundet.
Erstmals um 1860 und verstärkt seit Ende des 19. Jahrhunderts und erneut um 1908 begannen sich griechisch-orthodoxe Gläubige in Palästina aus der Vormundschaft der griechischen Mutterkirche zu lösen. Sakakini hatte 1913 über diese sogenannte Nahda der Orthodoxie geschrieben, die in Anlehnung an die „arabische Renaissance“ der Nahda so bezeichnet wird. Er veröffentlichte darüber das Buch Al-Nahda al-Urthuduksiyya fi Filastin (dt. Die orthodoxe Renaissance in Palästina). Die Historikerin Michelle U. Campos, die Sakakini, neben Jurji Zakaria, als einen der Anführer dieser Befreiungsbewegung gegen das „griechische Joch“ (arabisch: nīr al-Yūnān) nennt, bezeichnet die Nahda der Orthodoxie auch als Griechisch-orthodoxe Revolution. Für sein Buch von 1913 drohte ihm die orthodoxe Kirche mit Exkommunikation.
Sakakini veröffentlichte Artikel in der Zeitschrift al-Siyasa (Die Politik) in Kairo. Während der Mandatszeit in Palästina wurde er 1926 zum Schulinspektor ernannt. Er baute ein Haus im Quartier Katamon für seine Familie. 1938 eröffnete er die Khulliyyat al-Nahda-Schule, die sich zwischen dem arabischen Viertel Baqʿa und dem jüdischen Viertel Talpiot befand. Als erster jüdischer Schüler absolvierte Gideon Weigert die Khulliyyat al-Nahda. Ein weiterer jüdischer Schüler war Yehuda Piamenta. Trotzdem empfand Sakakini im April 1920 und wieder 1935 „plötzlich einen glühenden Zorn nicht nur gegen die Zionisten, sondern auch gegen die Briten“, wie Simon Sebag Montefiore schreibt. 1935 kamen in einem einzigen Jahr 66.000 jüdische Einwanderer ins Land. Sakakini machte die Briten für die sich abzeichnende Niederlage der palästinensischen Araber gegen die jüdische Nationalbewegung verantwortlich und begrüßte ihre Niederlage 1941 in Tobruk.
Im Palästinakrieg 1948, einige Tage vor der Teilung der Stadt in Ost- und Westjerusalem, flüchtete die Familie Sakakini als eine der letzten aus Jerusalem nach Kairo. Dort wurde Sakakini vom ägyptischen Schriftsteller Taha Hussein eingeladen, der Akademie der arabischen Sprache beizutreten. Der plötzliche Tod seines Sohnes Sari, der 39-jährig an einem Herzinfarkt verstarb, erschütterte ihn. Er starb drei Monate später am 13. August 1953. Seine zwei Töchter Dumia und Hala kehrten nach Ramallah zurück, wo sie zu Beginn des 21. Jahrhunderts starben.
Sakakinis Publikationen befinden sich heute in der Hebräischen Universität Jerusalem. In Ramallah ist das Khalil-Sakakini-Kulturzentrum nach ihm benannt. Menachem Klein, Professor der Universität Bar-Ilan, schreibt in Lives in Common. Arabs and Jews in Jerusalem, Jaffa, and Hebron (2014), dass Khalil as-Sakakinis antizionistische Haltung nie in Antisemitismus umgeschlagen ist.

## Schriften

### Originalausgaben
- Filastīn ba’ad al-harb al-kubra [Palästina nach dem Großen Krieg]. Bayt al-Maqdis, Jerusalem 1925.[8]

### Neuauflagen
- Ma Tayassar. Band 1, Commercial Press, Jerusalem 1954.
- Kadha ana ya dunya. Al-Ittihad al-amm lit-kuttab wa al-suhufiyyin al-filastiniyyin, Beirut 1982.
- Yawmiyyat Khalil al-Sakakini : yawmiyyat, rasa'il wa-ta'ammulat (Tagebuch), Band 1, Markaz Khalil as-Sakakini al-thaqafi, Ramallah 2003.